# Ађутант
Ађутант (реч је латинског порекла и означава „помоћника”) је официр додељен војним старешинама за обављање секретарских послова.
Један или више ађутаната, обично вишег чина, додељују се обично за лично обезбеђење и обављање одређених задатака и тада се називају се личним ађутантима. Са друге стране ако је официр додељен за обављање општих административних и персоналних послова и регулисање службе у јединицама или штабу, онда се назива трупни ађутант. Разликују се од осталих официра у војсци по декоративном гајтану који се носи на рамену (акселбендер). У Краљевини Србији и Краљевини Југославији од установљења чина војводе, по војном закону официри овог ранга након одласка у пензију имали су право на свог личног ађутанта. Официри нижих чинова у ађутантури се називају ордонансима и у ЈНА нису постојали.

## Први ађутант
Први ађутант је војно лице додељено и директно потчињено врховном команданту како би регулисао службу више ађутанта. Упућен је у све државне и војне тајне у породични и лични живот свог суверена. Уз његову сагласност долази се до шефа државе. Најчешће је у генералском или адмиралском рангу. У Копненој војсци и Ваздухопловству је у чину бригадни генерал или генерал-мајор (у неким армијама дивизијски генерал), може бити али ретко у чину генерал-потпуковника (корпусни генерал). У Морнарици је у чиновима комодор или контра-адмирал, а изузетно ретко у чину вице адмирала. Тренутни први ађутант је командант гарде Војске Србије.

#### Први ађутанти
- Пуковник Арсеније Андрејевић (1837—1839)
- Капетан Живко Давидовић (1839—1840)
- Капетан Ђорђе Миловановић (1840—1841)
- Поручник Александар Карађорђевић (1841—1842)
- Мајор Јован Наумовић (1843—1846)[Note 1]
- Потпуковник Живко Давидовић (1846—1856)[Note 1]
- Потпуковник Драгутин Жабарац (1862—1868)[Note 1]
- Мајор / Потпуковник Тихомиљ Николић (1868—1873)[Note 2]
- Потпуковник Коста Јанковић (1873—1889)
- Потпуковник Михаило Рашић (1889—1893)[Note 3]
- Мајор / Потпуковник Илија Ћирић (1893—1900)
- Потпуковник Михаило Наумовић (1900—1901)
- Пуковник / Генерал Лазар Петровић (1901—1903)
- Пуковник Дамјан Поповић (1903—1904)
- Потпуковник Милош Милошевић (1904—1908)
- Пуковник Павле Јуришић Штурм (1908—1913 и 1915—1917)[Note 2]
- Пуковник / Генерал Љубомир Покорни (1917—1919)[Note 3]
- Пуковник / Генерал Миливоје Зечевић (1919—1921)[Note 4]
- Генерал Стеван Хаџић (1921—1929)[Note 4]
- Дивизијски генерал Драгомир Стојановић (1929—1931)[Note 4]
- Дивизијски генерал Милан Јечменић (1931—1935)[Note 4]
- Дивизијски генерал Војин Чолак-Антић (1935—1936)
- Дивизијски генерал Никола Христић (1936—1939)
- Бригадни генерал Павле Барјактаревић (1939—1940)
- Армијски генерал Петар Косић (1940—1941)
- Бригадни генерал Боривоје Мирковић (1941—1942)